# کیوآن
کیوآن (به ژاپنی: 久安 Kyūan) نام یک عصر تاریخی ژاپنی (نِنگُو) بود. این عصر بعد از تنیو (دوره) و قبل از
نینپی  قرار داشت و از ژوئیه ۱۱۴۵ تا ژانویه ۱۱۵۱ میلادی به طول انجامید. در طی این عصر امپراتور کونوئه، امپراتور ژاپن بود.